# Magniflex (Radsportteam)
Magniflex-Olmo, Magniflex,  Magniflex-Torpado und Magniflex-Famcucine war ein italienisches Radsportteam, das von 1973 bis 1981 existierte. Es wurde vom italienischen Matratzenhersteller Magniflex gesponsert. Nicht zu verwechseln mit dem von 1986 bis 1987 bestehenden Team Magniflex-Centroscarpa. Einige Jahre lang war der Radhersteller Torpado Co-Sponsor, Torpado unterhielt in den 1960er Jahren ein eigenes Radsportteam.
Teammanager waren unter anderem Primo Franchini und Franco Cribiori.

## Bekannte Fahrer
- Marino Basso (1975)
- Cesare Cipollini (1978)
- Pierino Gavazzi (1980–1981)
- Gianni Motta (1974)
- Gösta Pettersson (1974)
- Alfio Vandi (1976–1979)

## Größte Erfolge

### Klassiker
- Mailand–Sanremo
  - 1980 (Gavazzi)
- Mailand–Turin
  - 1979 (Vandi)
- Paris-Brüssel
  - 1980 (Gavazzi)

### Rundfahrten
- Giro d’Italia
  - 1976: 22. Etappe (Teil 2) (Daniele Tinchella);  (Vandi)
  - 1977: 12. & 20. Etappe (Wilmo Francioni); 13. Etappe (Giancarlo Tartoni)
  - 1979: 18. Etappe (Amilcare Sgalbazzi)
  - 1979: 2. Etappe (Paolo Rosola), 11. Etappe (Giovanni Renosto), 23. Etappe (Teil 1) (Gavazzi)
- Vuelta a España
  - 1975: 4., 6., 8.–10. Etappe, 11. Etappe (Teil 2) (Basso)
  - 1977: 12. Etappe (Giuseppe Perletto)
- Tour de Suisse
  - 1974: 2. Etappe (Teil 2) (Fabrizio Fabbri)
  - 1975: 2. Etappe (Ottavio Crepaldi)
- Tirreno–Adriatico
  - 1975: 2. Etappe (Teil 2) (Italo Zilioli)
  - 1976: 1. Etappe (Perletto)
  - 1977: 1. Etappe (Vandi)
  - 1981: 1. Etappe (Marino Amadori)